# کیت هودگ
کیت هودگ (انگلیسی: Kate Hodge؛ زادهٔ ۲ ژانویهٔ ۱۹۶۶) یک بازیگر سینما، و هنرپیشه اهل ایالات متحده آمریکا است.